# Anthodiscus klugii
Anthodiscus klugii är en tvåhjärtbladig växtart som beskrevs av Paul Carpenter Standley och Ghillean `Iain' Tolmie Prance. Anthodiscus klugii ingår i släktet Anthodiscus och familjen Caryocaraceae. Inga underarter finns listade i Catalogue of Life.